# Riders on the Storm
Riders on the Storm ist ein Lied der Doors aus dem Jahr 1971 vom Album L.A. Woman. Komponiert wurde das Stück von John Densmore, Robby Krieger, Ray Manzarek und Jim Morrison. Die Single wurde im Juni 1971 veröffentlicht und enthielt auf der B-Seite das Stück The Changeling. Sie kam in den USA bis Platz 14 der Hitparade, in Deutschland auf Platz 28 und in Großbritannien auf Platz 22.

## Entstehungsgeschichte
Die Inspiration für das Lied war das Stück (Ghost) Riders in the Sky: A Cowboy Legend von Stan Jones aus dem Jahr 1948. Riders on the Storm enthält Donner und Regeneffekte, und Ray Manzarek ahmte auf einem Fender Rhodes die Geräusche nach. Es basiert teilweise auf der Geschichte von Billy Cook, der als Anhalter eine ganze Familie ermordete. Alternativ wird der Text auf ein französisches surrealistisches Gedicht aus den dreißiger Jahren zurückgeführt, das Chevaliers de l’Ouragan (etwa „Reiter des Orkans“) von Louis Aragon.

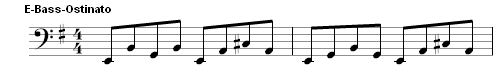
Bassostinato

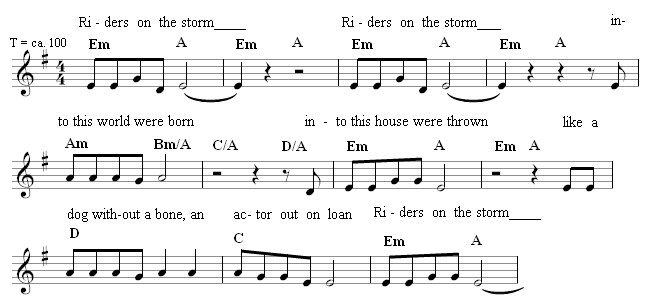
Akkordfolge des Songs (Notenbeispiel 2)

Der Titel steht in e-dorisch und ist im langsamen Tempo von circa 95 bis 100 BPM gehalten. Über weite Strecken ist er vom Akkordwechsel Em – A – Em beziehungsweise Em7 geprägt. Im Zentrum der Bassbewegung steht der Ton E. Seine monoton, hypnotische Wirkung erzielt der Song durch ein dominierendes Bassostinato E – H – G – H – E – A – C# – A (siehe Notenbeispiel 1) über diese Akkorde, einen durchgängigen und leichten Schlagzeugbeat, die relaxt vorgetragene und den geringen Tonumfang der Quarte nicht überschreitende Gesangslinie, sowie perlende Einwürfe und solistische Läufe des Fender-Rhodes Pianos. Dabei fallen besonders häufig wiederholte Motive des Pianos in Terzen (siehe Notenbeispiel 2) und sparsam eingestreute Motive der Gitarre auf.
Nach einem langen Wechsel zwischen e-Moll und A-Dur wechselt der Song in die Subdominante A-Moll und greift danach H-Moll, C-Dur, und D-Dur (allerdings mit anderen Grundtönen) auf (Notenbeispiel 2). Die andere harmonische Gestaltung dieses Abschnitts wird durch die Spielweise von Bass und Schlagzeug unterstützt. Der Bass verlässt sein gewohntes Ostinato und das Schlagzeug wechselt vom durchgängigen Beat zu einer Betonung einzelner Beats.

## Aufnahme
Das Lied wurde im „Doors Workshop“ im Dezember 1970 aufgenommen unter der Mitwirkung von Bruce Botnick, dem langjährigen Toningenieur und Co-Produzenten der Aufnahme. Die Hauptstimme stammt von Jim Morrison, der den Text nochmals auf die Aufnahme flüsterte, um einen eindringlichen Effekt hervorzurufen. Riders on the Storm war das letzte Lied, das die Doors zusammen aufnahmen.
Die Albumversion hatte eine Spieldauer von sieben Minuten und neun Sekunden, die Single war eine gekürzte Fassung mit einer Spieldauer von vier Minuten und 35 Sekunden.

## Kommerzieller Erfolg

### Chartplatzierungen
| ChartsChartplatzierungen       | Höchstplatzierung | Wochen |
| ------------------------------ | ----------------- | ------ |
| Deutschland (GfK)              | 28 (10 Wo.)       | 10     |
| Vereinigte Staaten (Billboard) | 14 (21 Wo.)       | 21     |
| Vereinigtes Königreich (OCC)   | 22 (17 Wo.)       | 17     |

### Auszeichnungen für Musikverkäufe
| Land/Region                  | Auszeichnungen für Musikverkäufe (Land/Region, Auszeichnung, Verkäufe) | Verkäufe  |
| ---------------------------- | ---------------------------------------------------------------------- | --------- |
| Italien (FIMI)               | Gold                                                                   | 35.000    |
| Spanien (Promusicae)         | Gold                                                                   | 30.000    |
| Neuseeland (RMNZ)            | Platin                                                                 | 30.000    |
| Vereinigte Staaten (RIAA)    | 2× Platin                                                              | 2.000.000 |
| Vereinigtes Königreich (BPI) | Gold                                                                   | 400.000   |
| Insgesamt                    | 3× Gold · 3× Platin ·                                                  | 2.495.000 |

Hauptartikel: The Doors/Auszeichnungen für Musikverkäufe

## Coverversionen
- Annabel Lamb coverte das Lied 1983.
- Die Dave Matthews Band coverte den Song mehrmals.
- Die Gruppe Engerling coverte den Song auf Konzerten und auf dem Album Engerling live (1994).
- Die Gruppe Creed coverte den Song auf dem Woodstock-Festival 1999 und für das Tributealbum, das den Doors gewidmet wurde: Stoned Immaculate: The Music of The Doors aus dem Jahr 2000.
- 2000 veröffentlichte Yonderboi sein Debütalbum Shallow an Profound mit einer Coverversion des Songs.
- 2000 erschien eine orchestrale Instrumentalversion auf dem Album The Doors Concerto von Jaz Coleman und Nigel Kennedy.
- 2001 veröffentlichte Nils Landgren’s Funk Unit eine Funkversion auf dem Album Fonk da World.
- Go Home Productions, ein Projekt des Engländers Mark Vidle, produzierte 2005 einen Mash-Up-Mix mit dem Titel Rapture Riders. Dieser Remix verband Riders on the Storm mit dem Lied Rapture der Gruppe Blondie.
- Ray Manzarek veröffentlichte 2006 eine jazzige Version des Liedes auf seinem Album Atonal Head mit Bal auf.
- John Densmore spielte 2006 ebenfalls eine jazzige Version mit seinem Projekt Tribaljazz ein.
- Snoop Dogg nahm eine Version für Need for Speed: Underground 2 (2004) auf.
- 2008 coverte die Western-Metal-Band Dezperadoz den Song auf ihrem Album An Eye for an Eye.
- Auf dem 2009 veröffentlichten Album Legend of the Black Shawarma des Psytrance-Duos Infected Mushroom ist ein Remix des Songs enthalten.
- Auf dem am 21. September 2010 veröffentlichten Studio-Album Guitar Heaven von Carlos Santana befindet sich eine Coverversion, die er zusammen mit Chester Bennington und Ray Manzarek aufnahm.
- 2015 veröffentlichte Lisa Bassenge auf Canyon Songs eine Jazz-Version.
- 2015 coverte Eveline Hall das Lied für ihr Debüt-Album Just a Name.
- 2017 veröffentlichte Yves V zusammen mit Robert Falcon und Troy Denari eine Version.